# Умэмура, Рафаил Масахиро
Рафаил Масахиро Умэмура (яп. ラファエル梅村昌弘 рафаэру умэмура масахиро) (14 июня 1952, Иокогама, Япония) — католический прелат, епископ Иокогамы с 16 марта 1999 года.

## Биография
25 марта 1985 года Рафаил Масахиро Умэмура был рукоположён в священника.
16 марта 1999 года Римский папа Иоанн Павел II назначил Рафаила Масахиро Умэмуру епископом Иокогамы. 15 мая 1999 года состоялось рукоположение Рафаила Масахиро Умэмуру в епископа, которое совершил кардинал архиепископ Токио Пётр Сэйити Сираянаги в сослужении с епископом Иокогамы Стефаном Фумио Хамао и архиепископом Нагасаки Франциском Ксавьером Канамэ Симамото.